# Cristiana Enrichetta del Palatinato-Zweibrücken
Cristiana Enrichetta del Palatinato-Zweibrücken-Birkenfeld (Rappoltsweiler, 16 novembre 1725 – Arolsen, 11 febbraio 1816), nata contessa del Palatinato-Zweibrücken, divenne, a seguito di matrimonio, principessa di Waldeck e Pyrmont.

## Biografia
Cristiana Enrichetta era l'ultima figlia del conte palatino e duca Cristiano III del Palatinato-Zweibrücken (1674–1735) e di sua moglie Carolina (1704–1774), figlia del conte Luigi Cratone di Nassau-Saarbrücken. Fu dunque sorella del duca Cristiano IV, della "Grande langravia" e del feldmaresciallo Federico Michele. Fu inoltre una delle zie del primo re di Baviera Massimiliano I.
Il 19 agosto 1741 sposò a Zweibrücken il principe Carlo Augusto Federico di Waldeck e Pyrmont (1704–1763). 
Dopo la morte del marito, fu reggente del principato dal 1764 al 1766, amministrandolo per conto del suo primogenito. Franz Friedrich Rothweil edificò per conto della principessa, tra il gennaio 1764 ed il 1778, un nuovo castello ad Arolsen, da lei utilizzato quale sua dimora vedovile.
Al pari di sua sorella, possedeva grande cultura in ambito artistico e scientifico. Fu una stretta amica dell'antropologo Johann Friedrich Blumenbach. Inoltre creò una vastissima biblioteca, composta nel 1788 da circa 6000 tomi, e mantenne nella sua residenza di Arolsen un gabinetto artistico e naturalistico.
Morì, lasciando alle sue spalle molti debiti, motivo per il quale parte della sua biblioteca e della sua pinacoteca dovette essere messa all'asta nel 1820.
Fu sepolta nel parco del suo castello di Arolsen.

## Discendenza
Cristiana Enrichetta e Carlo Augusto Federico ebbero sette figli di cui solo la figlia Luisa era in vita all'epoca della morte della madre e morì pochi mesi dopo in novembre.
I loro figli furono:
- Carlo (1742–1756);
- Federico (1743–1812), principe di Waldeck e Pyrmont;
- Cristiano Augusto (1744-1798), divenne un feldmaresciallo portoghese;
- Giorgio (1747–1813), principe di Waldeck e Pyrmont, sposò nel 1784 la principessa Augusta di Schwarzburg-Sondershausen (1768–1849);
- Carolina (1748–1782), sposò nel 1765 Pietro Biron, duca di Curlandia e Semigallia (1724–1800), da cui divorziò nel 1772;
- Luisa (1751–1816), sposò nel 1775 il duca Federico Augusto di Nassau-Usingen (1738–1816);
- Luigi (1752–1793), divenne un generale olandese, e morì in una battaglia.

## Antenati
|                                                    |                                      |                                               | Genitori                                             |  |  | Nonni |  |  | Bisnonni                                          |  |  | Trisnonni                         |  |
|                                                    |                                      |                                               |                                                      |  |  |       |  |  | Cristiano I del Palatinato-Birkenfeld-Bischweiler |  |  | Carlo I del Palatinato-Birkendelf |  |
|                                                    |                                      |                                               |                                                      |  |  |       |  |  | Cristiano I del Palatinato-Birkenfeld-Bischweiler |  |  | Carlo I del Palatinato-Birkendelf |  |
|                                                    |                                      | Dorotea di Braunschweig-Luneburg              |                                                      |  |  |       |  |  | Cristiano I del Palatinato-Birkenfeld-Bischweiler |  |  |                                   |  |
| Cristiano II del Palatinato-Zweibrücken-Birkenfeld |                                      |                                               |                                                      |  |  |       |  |  | Cristiano I del Palatinato-Birkenfeld-Bischweiler |  |  |                                   |  |
|                                                    |                                      | Maddalena Caterina del Palatinato-Zweibrücken | Giovanni II del Palatinato-Zweibrücken               |  |  |       |  |  |                                                   |  |  |                                   |  |
|                                                    |                                      | Maddalena Caterina del Palatinato-Zweibrücken | Giovanni II del Palatinato-Zweibrücken               |  |  |       |  |  |                                                   |  |  |                                   |  |
|                                                    |                                      | Maddalena Caterina del Palatinato-Zweibrücken | Catherine de Rohan                                   |  |  |       |  |  |                                                   |  |  |                                   |  |
| Cristiano III del Palatinato-Zweibrücken           |                                      | Maddalena Caterina del Palatinato-Zweibrücken |                                                      |  |  |       |  |  |                                                   |  |  |                                   |  |
|                                                    |                                      | Giovanni Giacomo di Rappoltstein              | Giorgio Federico di Rappoltstein-Hohenack-Geroldseck |  |  |       |  |  |                                                   |  |  |                                   |  |
|                                                    |                                      | Giovanni Giacomo di Rappoltstein              | Giorgio Federico di Rappoltstein-Hohenack-Geroldseck |  |  |       |  |  |                                                   |  |  |                                   |  |
|                                                    |                                      | Giovanni Giacomo di Rappoltstein              | Anna di Salm-Kyrburg                                 |  |  |       |  |  |                                                   |  |  |                                   |  |
| Caterina Agata di Rappoltstein                     |                                      | Giovanni Giacomo di Rappoltstein              |                                                      |  |  |       |  |  |                                                   |  |  |                                   |  |
|                                                    |                                      | Anna Claudia di Salm-Kyrburg                  | Giovanni Casimiro di Salm-Kyrburg                    |  |  |       |  |  |                                                   |  |  |                                   |  |
|                                                    |                                      | Anna Claudia di Salm-Kyrburg                  | Giovanni Casimiro di Salm-Kyrburg                    |  |  |       |  |  |                                                   |  |  |                                   |  |
|                                                    |                                      | Anna Claudia di Salm-Kyrburg                  | Dorotea di Solms-Laubach                             |  |  |       |  |  |                                                   |  |  |                                   |  |
| Cristiana Enrichetta del Palatinato-Zweibrücken    |                                      | Anna Claudia di Salm-Kyrburg                  |                                                      |  |  |       |  |  |                                                   |  |  |                                   |  |
|                                                    | Gustavo Adolfo di Nassau-Saarbrücken | Guglielmo Luigi di Nassau-Saarbrücken         |                                                      |  |  |       |  |  |                                                   |  |  |                                   |  |
|                                                    | Gustavo Adolfo di Nassau-Saarbrücken | Guglielmo Luigi di Nassau-Saarbrücken         |                                                      |  |  |       |  |  |                                                   |  |  |                                   |  |
|                                                    | Gustavo Adolfo di Nassau-Saarbrücken | Anna Amalia di Baden-Durlach                  |                                                      |  |  |       |  |  |                                                   |  |  |                                   |  |
| Luigi Crato di Nassau-Saarbrücken                  | Gustavo Adolfo di Nassau-Saarbrücken |                                               |                                                      |  |  |       |  |  |                                                   |  |  |                                   |  |
|                                                    |                                      | Eleonora Clara di Hohenlohe-Neuenstein        | Kraft III di Hohenlohe-Neuenstein                    |  |  |       |  |  |                                                   |  |  |                                   |  |
|                                                    |                                      | Eleonora Clara di Hohenlohe-Neuenstein        | Kraft III di Hohenlohe-Neuenstein                    |  |  |       |  |  |                                                   |  |  |                                   |  |
|                                                    |                                      | Eleonora Clara di Hohenlohe-Neuenstein        | Sofia del Palatinato-Zweibrücken-Birkenfeld          |  |  |       |  |  |                                                   |  |  |                                   |  |
| Carolina di Nassau-Saarbrücken                     |                                      | Eleonora Clara di Hohenlohe-Neuenstein        |                                                      |  |  |       |  |  |                                                   |  |  |                                   |  |
|                                                    |                                      | Enrico Federico di Hohenlohe-Langenburg       | Filippo Ernesto di Hohenlohe-Langenburg              |  |  |       |  |  |                                                   |  |  |                                   |  |
|                                                    |                                      | Enrico Federico di Hohenlohe-Langenburg       | Filippo Ernesto di Hohenlohe-Langenburg              |  |  |       |  |  |                                                   |  |  |                                   |  |
|                                                    |                                      | Enrico Federico di Hohenlohe-Langenburg       | Anna Maria di Solms-Sonnenwalde                      |  |  |       |  |  |                                                   |  |  |                                   |  |
| Filippina Enrichetta di Hohenlohe-Langenburg       |                                      | Enrico Federico di Hohenlohe-Langenburg       |                                                      |  |  |       |  |  |                                                   |  |  |                                   |  |
|                                                    |                                      | Giuliana Dorotea di Castell-Remlingen         | Wolfgang Giorgio I di Castell-Remlingen              |  |  |       |  |  |                                                   |  |  |                                   |  |
|                                                    |                                      | Giuliana Dorotea di Castell-Remlingen         | Wolfgang Giorgio I di Castell-Remlingen              |  |  |       |  |  |                                                   |  |  |                                   |  |
|                                                    |                                      | Giuliana Dorotea di Castell-Remlingen         | Sofia Giuliana di Hohenlohe-Waldenburg               |  |  |       |  |  |                                                   |  |  |                                   |  |
|                                                    |                                      | Giuliana Dorotea di Castell-Remlingen         |                                                      |  |  |       |  |  |                                                   |  |  |                                   |  |